# Хефти, Сильван
Сильван Хефти (нем. Silvan Hefti; 25 октября 1997 года, Роршах, Швейцария) — швейцарский футболист, защитник немецкого клуба «Гамбург».

## Клубная карьера
Хефти — воспитанник академии «Санкт-Галлена». С сезона 2015/16 года — игрок основной команды. 12 сентября 2015 года, во встрече с «Базелем» дебютировал в чемпионате Швейцарии. Хефти вышел в основном составе и провёл на поле весь матч.
Всего в сезоне он сыграл 23 поединка, став основным защитником команды. В сентябре 2015 года подписал продлённый контракт с командой на два года.
3 января 2022 года заключил контракт с итальянской «Дженоа».

## Карьера в сборной
С 2015 года играет за юношескую сборную Швейцарии до 19 лет.